# Girija Devi
Pour les articles homonymes, voir Devi (homonymie).
Girija Devi, née le 8 mai 1929 à Varanasi et morte le 24 octobre 2017, est une chanteuse traditionnelle indienne.

## Biographie
Doyenne de la Bânaras gharânâ, Girija Devi chante le khyal de la musique hindoustanie, mais aussi des genres semi-classiques tels thumri, dadra, poorab, chaiti et kajari. On la surnomme Queen of the thumri (« Reine du thumri »).
Initiée très jeune par son père Ramdeo Rai, elle prit des leçons dès 5 ans auprès de pandit Sarju Prasad Mishra et Shrichand Mishra. Elle donna son premier récital à la All India Radio à l'âge de 20 ans.
Elle a depuis effectué de nombreuses tournées internationales, mais garde toujours une certaine simplicité de vie qui font d'elle une artiste très populaire. Elle a reçu de nombreuses distinctions pour ses compositions.

## Discographie
- Inde du Nord : Girija Devi en concert, (1995)
- Spring Melody, (2000)